# Věra Heřmanová
Věra Heřmanová (* 9. září 1951) je česká varhanice.

## Studium
Absolvovala Konzervatoř Brno a následně vystudovala v roce 1977 hru na varhany na Janáčkově akademii múzických umění v Brně u Aleny Veselé. V Paříži završila své studium u proslulého varhanního virtuóza Gastona Litaize získáním Premier Prix à l'Unanimité na Conservatoire National de Saint-Maur. Postgraduální studium muzikologie na Filozofické fakultě Masarykovy univerzity v Brně ukončila doktorátem (disertační práce Vyústění novodobé francouzské varhanní tvorby – Olivier Messiaen, dědic francouzské varhanní tradice, Brno 1997).

## Diskografie
Četné nahrávky české a francouzské varhanní hudby, na kterou se specializuje, najdeme nejen na třinácti nosičích vydaných firmami Supraphon, Bonton, Panton a BMG, ale i v Českém rozhlase a televizi. Její dvě CD se soudobou a českou varhanní tvorbou nahranou na historických nástrojích získala cenu Českého hudebního fondu. Natočila i kompletní varhanní koncerty F. X. Brixiho (Capella regia musicalis, dirigent Robert Hugo).
Vedle koncertní a umělecké činnosti založila (1994) a řídí svoji uměleckou školu Studio Amadeus Brno; v letech 2004–2008 vyučovala obor hra na varhany na Hudební fakultě JAMU v Brně.